# 錢家有道
錢家有道（英語：The Chin Family）是投資者及理財教育委員會（前稱投資者教育中心）於2016年4月推出的金融理財教育平台。以卡通家庭錢家為例，透過不同的教育活動，並推廣理財學習，幫助10-70歲不同年齡和身份人士，作出負責任和明智的財務決定。
錢家透過在電視、戶外廣告及社交媒體、如Facebook、YouTube、網誌、通訊及外展活動等，向不同年齡階層的人士講解理財知識。包括在2017年暑假期間與商場奧海城合作，舉辦兒童「未來事業所」，透過玩學形式讓小朋友學習理財之道。

## 活動概覽
| 日期       | 活動                                           |
| ---------- | ---------------------------------------------- |
| 2016年7月  | 「錢家有道」流動理財教育車                     |
| 2016年11月 | 「兒家」學理財親子工作坊                       |
| 2016年11月 | 「借得其所 貸極必反」教育活動                  |
| 2016年11月 | 推出「錢家手記」                               |
| 2016年12月 | 深港股市互聯互通，簡稱「深港通」的投資教育講座 |
| 2016年12月 | 流行歌手演繹「錢家有道」主題曲                 |
| 2016年12月 | 「吾識理財」教育計劃                           |
| 2016年12月 | 「真人故事」短片                               |
| 2017年1月  | 新春理財活動                                   |

## 外部連結
- 錢家有道 （页面存档备份，存于）